# Tanizaki Jun’ichirō

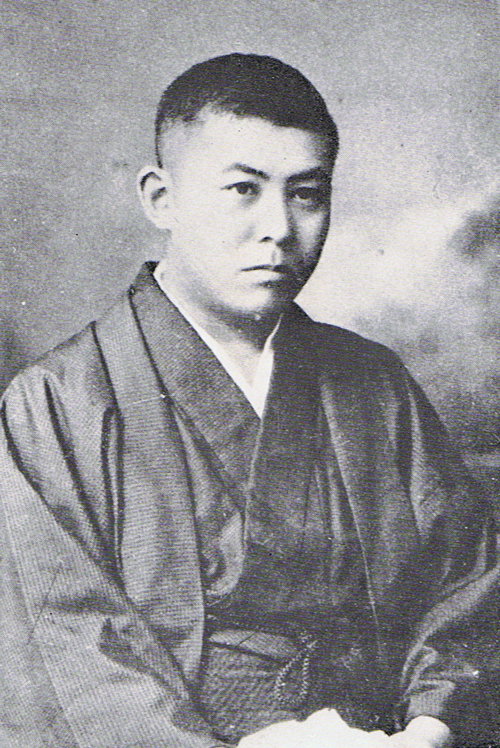
Tanizaki Jun’ichirō, 1913

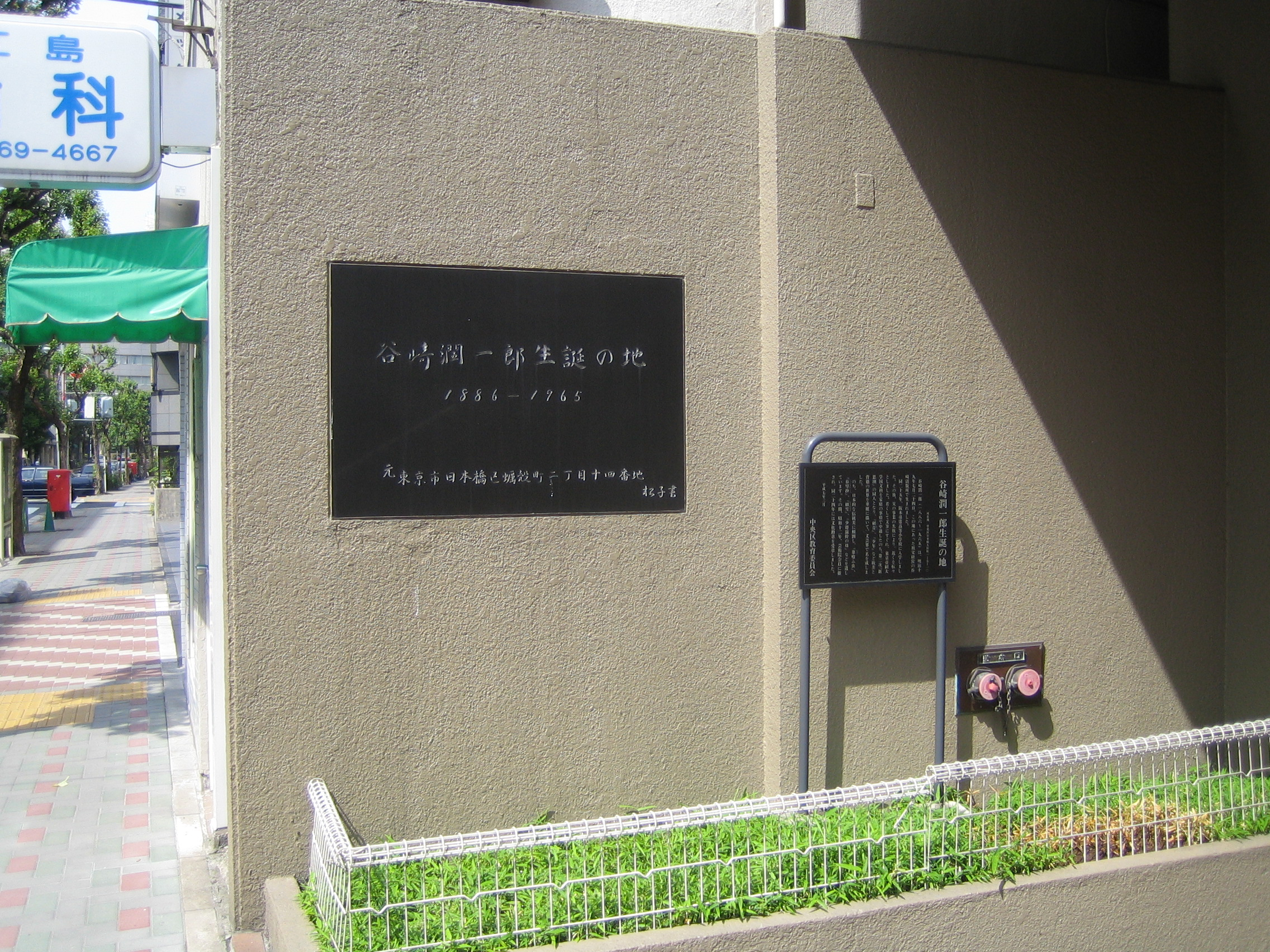
Der Geburtsort von Tanizaki Jun’ichirō

Tanizaki Jun’ichirō (japanisch 谷崎 潤一郎; * 24. Juli 1886 in Nihonbashi, Stadt Tokio (heute: Chūō, Tokio); † 30. Juli 1965) war ein japanischer Schriftsteller.

## Leben
Tanizakis Eltern stammten beide aus alten Kaufmannsfamilien. Obgleich der Vater das vom Großvater aufgebaute Vermögen durchbrachte und die Familie daher häufig von Geldnöten gebeutelt war, verbrachte Tanizaki eine unbeschwerte Kindheit. Tanizaki erregte derweil schon in der Schule durch stilistische Glanzleistungen Aufmerksamkeit. Er nahm Privatunterricht in Englisch und klassischem Chinesisch und bestand 1908 die Aufnahmeprüfung an der Kaiserlichen Universität Tokio. Neben dem Studium der englischen und japanischen Literatur begann Tanizaki in dieser Zeit auch zu schreiben. 1910 gründete er mit Kommilitonen die Zeitschrift Shinshichō (新思潮, "Neue Strömung"), in der er auch seine erste Erzählung Shisei (Tätowierung) veröffentlichte. Ohne einen Abschluss entschied er sich für die Schriftstellerlaufbahn und hatte mit seinen ersten Erzählungen sogleich großen Erfolg.
1915 heiratete er Chiyo Ishikawa, doch wurde er dieser Ehe bald überdrüssig und so lebte er eine Weile mit seiner Schwägerin zusammen. Dieses Zusammenleben bildete später auch den Stoff zu seinem Roman Naomi oder eine unersättliche Liebe. Tanizaki reiste zweimal, 1918 und 1926, nach China. Nach der Erdbebenkatastrophe 1923 ließ er sich mit seiner Frau und Tochter in Westjapan nieder. Ständige Wohnungswechsel und die angespannte finanzielle Situation führten 1930 zur Scheidung der Ehe. Im Jahr darauf heiratete Tanizaki die Verlagslektorin Tomiko Furukawa, doch auch diese Ehe wurde bereits zwei Jahre später geschieden. Seine erste Frau und deren drei Schwestern bildeten auch die Vorlage für sein späteres Meisterwerk Die Schwestern Makioka (1944–1948).
Tanizaki war zeit seines Lebens ein ausgesprochen produktiver Schriftsteller: Er veröffentlichte 119 Werke, bereits 1921 erschien eine erste Gesamtausgabe seiner Werke in fünf Bänden. Er war für den Literaturnobelpreis im Gespräch und erhielt eine Vielzahl literarischer Auszeichnungen. Er war Mitglied der Kaiserlichen und der japanischen Akademie der Künste und Träger des Kulturordens. Seine großen Romane, die den Kontrast von Tradition und Moderne in immer neuen Problemstellungen gestalten, wurden in viele Sprachen übersetzt.
Ende Juli 1965 starb Tanizaki an akutem Herz- und Nierenversagen in seinem Haus in Yugawara in der Präfektur Kanagawa. Zu seinen Ehren wird seit 1965 der mit 1 Million Yen dotierte Tanizaki-Jun’ichirō-Preis verliehen.

## Preise und Auszeichnungen
- 1947 Mainichi-Kulturpreis für Sasameyuki (細雪, dt. Die Schwestern Makioka)
- 1948 Asahi-Preis für Sasameyuki (細雪, dt. Die Schwestern Makioka)
- 1964 Ehrenmitglied der American Academy of Arts and Letters